# Samsagaz Gamyi
Samsagaz "Sam" Gamyi (llamado originalmente en inglés, Samwise Gamgee) es uno de los personajes principales de la novela El Señor de los Anillos, del escritor británico J. R. R. Tolkien. Es un hobbit de la Comarca, nacido en el año 1380 según el Cómputo de la Comarca, 2983 de la Tercera Edad, hijo de Hamfast Gamyi y Campanilla Buenchico. Jardinero de Frodo Bolsón, Sam acompaña a Frodo hasta el Orodruin a destruir el Anillo Único. Su nombre en oestron (la Lengua Común, representada por el inglés en la novela) era Banazîr Galpsi abreviado en Ban.
Tolkien consideró a Sam como al típico hobbit, al igual que Bilbo. Muchos lo consideran como el "alter ego" del autor, dado que ambos eran bastante contrarios al progreso, amaban las comodidades, la pipa y la jardinería. Sin embargo, el origen más probable de Sam es el de los tradicionales asistentes de los oficiales británicos, personas generalmente extraídas de las capas sociales más humildes, que profesaban admiración y devoción por sus superiores.

## Descripción

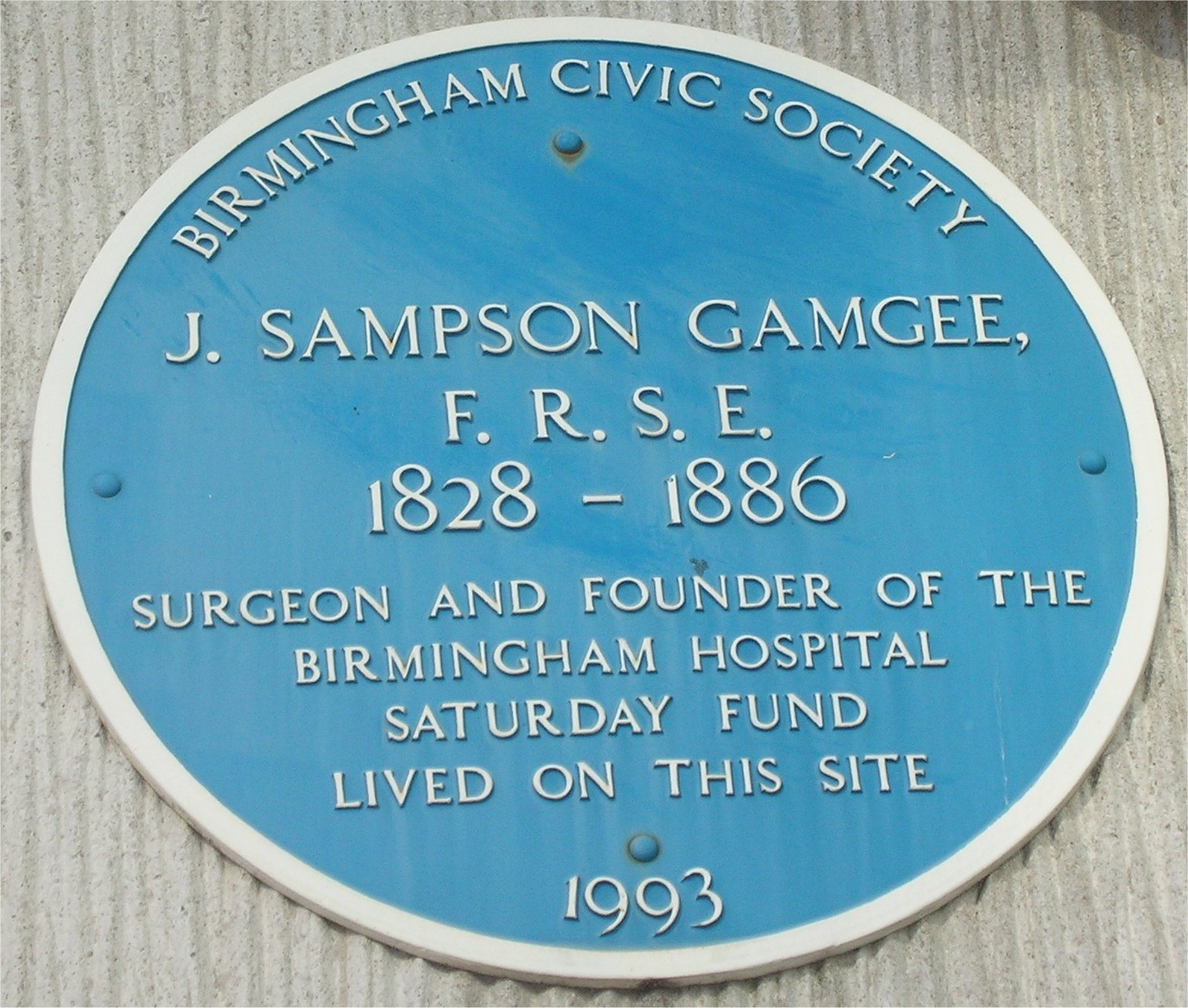
Placa en el Birmingham Repertory Theatre en Centenary Square. La similitud entre el nombre original del personaje (Sam Gamgee) y la celebridad local no puede ser una coincidencia, conocida la relación entre Tolkien y Birmingham.

Sam era un hobbit relativamente bajo, con el pelo castaño y muy rizado y, al igual que Frodo, Sam cumplía las características propias de los de su raza. Era sencillo cuyo máximo placer era una buena comida junto con una buena historia. Y aunque Sam siempre había llevado una vida tranquila y apacible, era muy curioso con las noticias del mundo exterior. Además demostró, durante el viaje con Frodo ser dueño de una lealtad a prueba de todo; su espíritu de sacrificio por su amigo, contrastaba abiertamente con las características de los Hobbits en general, que preferían su casa y sus posesiones, a la aventura. 
En más de una ocasión su inteligencia y ubicuidad salvaron a Frodo, siempre parecía anticiparse a los movimientos de su amo, además se dio cuenta del carácter de Boromir mucho antes que los otros. Muchas veces era capaz de la más fina ironía frente a alguna adversidad. No era de cólera fácil pero sabía hacer sentir su enojo cuando este crecía; pero su bondad era tal que cuando esto sucedía tendía a arrepentirse. No era más desconfiado que cualquier hobbit, pero su sentido del deber y su sentido de protección hacían que no fuera rápido en tender su mano a los extraños, tanto que solo aceptó a Aragorn (siempre lo llamó “Trancos”) cuando le fue claro que este era el rey; y ni que hablar de Gollum, al que nunca quiso y del que siempre desconfió. De allí se entiende la dura reacción que tuvo, cuando este los traicionó en el Antro de Ella-Laraña. Cada vez que estaba ante un peligro, se acordaba de que era alguien que estaba viviendo una historia ("Me gustaría saber en qué tipo de historia estamos."). 
Cuando Gandalf le pidió que acompañara a Frodo en su viaje a Rivendel, Sam deseaba una cosa sobre todas las demás: ver a los Elfos, las historias de los Elfos eran las que más le gustaban, “(...)adoro esas historias y creo en ellas, contra todo lo que Usted diga. ¡Elfos, señor! Me encantaría verlos. ¿Podría llevarme con usted a ver a los elfos, señor, cuando usted vaya?”; tanto que en su lucha contra la Araña pronunció palabras élficas que no recordaba haber aprendido. 
Su honestidad lo llevó, muchas veces, a descubrir su pensamiento espontáneamente como cuando frente a Faramir reveló el carácter de la misión de Frodo, o como cuando descubrió su presencia en el Concilio de Elrond. El primer sorprendido por la personalidad de Sam fue El Portador, y lo dijo luego de oírlo cantar la canción sobre los Trolls, frente a las estatuas de Tom, Berto y Guille Estrujónez: "(...)Estoy aprendiendo mucho sobre Sam Gamyi en este viaje. Primero fue un conspirador y ahora es un juglar. Terminará por ser un mago... ¡o un guerrero!..." y tuvo razón.

## Historia

### El viaje a Rivendel
Sam Gamyi viajó con el Portador del Anillo a Rivendel, en un principio porque Gandalf pensaba que era peligroso que Frodo viajara solo y aprovechando que Sam había oído la conversación entre el Mago y el Hobbit, el primero lo conminó. Sam que en un principio se mostró asustado por la perspectiva de abandonar La Comarca, pronto se rehízo y tramó una “conspiración” con Merry y Pippin para acompañar al Portador del Anillo en su viaje. 
En el primer tramo del viaje se dio con el gusto de conocer a los Elfos cuando se encontraron con la compañía de Gildor, más aún sostuvo una larga conversación con ellos mientras los otros descansaban; esto significó un cambio importante en su vida y fue, quizá, el primero de todos los miembros de la compañía que tuvo conciencia de su tarea: -Sí, señor; no sé cómo decirlo, pero después de anoche me siento diferente. Me parece ver el futuro, en cierto modo. Sé que recorreremos un largo camino hacia la oscuridad; pero también sé que no puedo volverme. No es que quiera ver elfos ahora, o dragones, o montañas... lo que quiero no lo sé exactamente, pero tengo que hacer algo antes del fin, y está ahí adelante, no en la Comarca. Tengo que buscarlo señor, si usted me entiende...” 
Cuando los hobbits llegaron a Cricava y se encontraron con Merry y Fredegar Bolger, quedó al descubierto lo tramado por Sam. En secreto había confiado los pormenores de la misión a sus amigos, con el fin de formar una pequeña compañía para proteger y acompañar a Frodo, este, asombrado y feliz aceptó y como dijo Sam, "(...)Gildor le dijo que llevase voluntarios que lo acompañaran, no lo puede negar".
Pero fue en la segunda parte del viaje en donde Sam Gamyi comenzó a aparecer como el protector de Frodo puesto que lo salvó de las garras del viejo Hombre-Sauce, justo cuando este, a través de un maleficio, durmió a su amo sobre una raíz muy cercana al agua del Río Tornasauce y atrapó a Merry y a Pippin. Sam había notado que la somnolencia no era natural y enseguida desconfió del árbol, y cuando oyó que Frodo había caído al agua, inmediatamente lo rescató. Pero le fue imposible sacar a los otros de las entrañas del sauce, solo la llegada de Tom Bombadil evitó el desastre. En la Quebrada de los Túmulos Frodo tuvo la oportunidad de devolverle a su amigo el favor puesto que, junto a Bombadil, salvaron a los otros hobbits.
Conoció a Aragorn en la taberna «El Póney Pisador» y no le gustó nada su aspecto, más aún, lo interpeló duramente por sus intenciones respecto de Frodo y de su viaje. Y ni siquiera quedó convencido cuando leyó la carta que Gandalf había dejado en manos de Cebadilla Mantecona y que el dueño de la posada no había enviado. 
En el resto del viaje a Rivendel, Sam cuidó de su amo cuando este fue herido por la espada de Morgul, manteniéndose junto a él lavándole la herida y conduciendo el poni Bill en el que iba Frodo malherido. Y durante su convalecencia en los aposentos de la casa de Elrond Sam no dejó el lado de la cama, ni de día ni de noche llorando de felicidad cuando vio a Frodo recuperado.

### Con la Compañía del Anillo
Sam Gamyi se convirtió en miembro de la Compañía del Anillo, cuando participó sin ser invitado del Concilio de Elrond, descubriéndose en el momento en que el señor de Rivendel anunció que Frodo llevaría el Anillo: "(...)-¡En bonito enredo nos hemos metido, señor Frodo!..." dijo Sam; y fue el único que permaneció junto al Portador del Anillo durante toda la Misión.

#### Rumbo a Lothlórien
En el primer tramo de la marcha de la Compañía del Anillo, Sam no estuvo ocioso; fue un infatigable compañero siempre ayudando a organizar el funcionamiento de la compañía; siempre aprendiendo cosas nuevas y estando muy atento al paisaje; conduciendo al poni Bill y participando de la defensa y de la vigilancia; siempre tenía una palabra de aliento o de reconocimiento para sus compañeros. 
En el primer enfrentamiento serio que tuvo la Comunidad, con los lobos en Acebeda, el Hobbit luchó a la par de los grandes e incluso calmó a Pippin que se hallaba muy asustado. Más tarde se sintió muy triste al tener que dejar al poni frente a las Puertas de Moria. En el ataque del guardián del agua, su desesperación al ver a Frodo atrapado por la bestia, fue cambiada por una rápida y decidida acción para rescatar a su amo; atacando a cuchilladas el tentáculo que tenía sujeto al Portador y, cuando fue soltado, arrastrando rápidamente el cuerpo de Frodo hacia la protección del umbral de la Gran Mina.
Ya en los caminos bajo la oscuridad de Khazad-dûm, lamentaría muchas veces no haber llevado una cuerda. Luchó valientemente en el ataque de los Orcos y del Troll en la Cámara de Mazarbul, matando a varios y rompiendo de un certero golpe de espada la lanza del Jefe Orco que había herido a Frodo; también recibió una herida en el cuero cabelludo producto de una flecha orca que Aragorn curó con hojas de Athelas. Una enorme tristeza lo embargó cuando Gandalf cayó por el abismo con el Balrog aferrado a una pierna del mago, "(...)Frodo oyó que Sam lloraba junto a él y en seguida descubrió que él también lloraba y corría..."

#### En el Bosque Dorado
Cuando la compañía llegó a Lothlórien, se abrió la última etapa del viaje que realizarían juntos; esta etapa es de suma importancia para la historia de El Señor de los Anillos pero también para Samsagaz Gamyi, puesto que vio antes que nadie lo que ocurriría en la compañía, presintió la actitud de Boromir, tal como se lo relató después a su hermano Faramir: Sam había visto como Boromir cambio en Lothlórien, porque según él "(...)¡Desde el momento en que lo vio, quiso tener el Anillo del Enemigo!..." Esa perspicacia era la marca de un Sam al que todos creían bonachón y sin muchas luces, excepto Frodo y la demostraría muchas veces a lo largo de la historia... 
A la sorpresa, la alegría y la emoción que causaron a Sam el hermoso bosque dorado, ya que expresó que se sentía dentro de una Canción; se le unía el amor y la admiración por la Reina Noldor Galadriel; quien le propuso ver por el espejo sabiendo de su nostalgia por La Comarca. Allí Sam Gamyi pudo contemplar con horror y con tristeza lo que sucedía en su país y se prometió volver para remediarlo pero solo cuando culminara la Misión. 
Antes de despedirse la Dama, le regaló a Él en particular, una simple cajita de madera gris que llevaba colgada en el cuello con una cadena y le dijo: Esta caja contiene tierra de mi jardín y lleva las bendiciones que Galadriel todavía puede otorgar. No te protegerá en el camino ni te defenderá contra el peligro, pero si la conservas y vuelves un día a tu casa, quizá tengas entonces tu recompensa. Aunque encontrarás todo seco y arruinado, pocos jardines de la Comarca florecerán como el tuyo si esparces esta tierra allí. Entonces te acordarás de Galadriel y tendrás una visión de la lejana Lórien, que viste en invierno. Pues nuestra primavera y nuestro verano han quedado atrás y nunca se verán otra vez, excepto en la memoria. Y Sam enrojeció y enmudeció.

#### La disolución de la Compañía
En tres barcas élficas abandonaron Lórien por el Anduin, aguas abajo. Pensaban llegar hasta el Rauros y allí definir el destino de la Compañía del Anillo, la mayoría pensaba dirigirse a Minas Tirith y esperaban que Frodo los acompañara, para desde allí, si él lo deseaba fuera a Mordor; respecto a Sam, el hobbit ya tenía definido acompañar a su amo por el camino que este eligiera. La navegación fue en un principio tranquila, salvo para Samsagaz que le tenía terror al agua (como la mayoría de los Hobbits) y fue de muy poca utilidad para los otros en el viaje. 
Al llegar a los prados de Parth Galen la situación era indefinida, y Frodo se retiró para pensar su decisión; solo Sam sabía lo que pasaba por la cabeza de su amo, sabía que el dilema de su amo no era el camino a seguir, tenía claro que necesitaba encontrar las Grietas del Destino. “(...)Pero tiene todavía demasiado miedo para ponerse en camino. Y tampoco está preocupado por nosotros: si vamos a ir con él o no. Sabe que no lo dejaríamos solo, ¡Recuerden lo que digo! Vamos a tener dificultades cuando venga. Y estará de veras decidido, tan cierto como que se llama Bolsón.” Otra vez la sagacidad y la inteligencia del “jardinero” quedó al descubierto, todos aceptaron que Sam tenía razón.
Todo se precipitó con la confesión de Boromir de que había tenido un altercado con Frodo, en desbandada corrieron a buscarlo, pese al intento desesperado de Aragorn de organizar la búsqueda. Pero otra vez apareció la lucidez de Sam; dejando que los otros corrieran pensó que Frodo tendría que volver hacia el río a tomar una barca para cruzarlo, e ir a los Emyn Muil para llevar solo el Anillo. Dando la espalda a Aragorn, corrió hacia la orilla y vio que un bote se alejaba hacia la orilla opuesta y se metió en el agua y se hundió, pues no sabía nadar; La barca viró en redondo y unos brazos lo rescataron. A salvo en la orilla, Sam discutió con Frodo que quería dejarlo con los otros por temor a su vida, a lo que el hobbit se opuso terminantemente; con gran alegría el Portador cedió al reclamo y juntos embarcaron llevándose algunas cosas; partiendo hacia un incierto futuro.

### Hacia Mordor
Un ominoso camino tuvieron, Frodo Bolsón y Samsagaz Gamyi que recorrer para cumplimentar la misión del anillo en donde Sam jugó un papel preponderante, no fue un asistente de un hobbit importante, fue un compañero, un amigo y con una determinación y una voluntad que ayudó a sobrellevar todas las peripecias de un duro y fatigoso viaje.

#### De Emyn Muil a la Puerta Negra
Ya el primer tramo, de esta parte del viaje, les depararía una sorpresa, la captura de Gollum que los seguía desde Moria. Fue un acción bastante desafortunada para el hobbit puesto que Gollum era ágil y fuerte, en cuanto Sam intentó tomarlo por sorpresa, el sorprendido terminó siendo él, puesto que con un rápido movimiento, Gollum se desembarazo del brazo del hobbit y lo tomo del cuello, mordiéndole el hombro, solo la acción de Frodo evitó que el intento se convirtiera en un desastre. Frodo, que recordaba las palabras de Gandalf, se apiadó de este ser y le ordenó que los acompañara y los siguiera si no quería que lo mataran. Sam, no muy convencido de la necesidad de contar con este personaje para el camino, aceptó su presencia con resignación, pero no le quitó un ojo de encima en todo el trayecto. La bajada por las laderas de las Emyn Muil fue una tarea dura en la que la soga regalada por Haldir a Sam, tuvo una utilidad maravillosa, pero también sirvió para amenazar a Gollum si este no hacia lo que le pedían, pues le temía a la cuerda élfica.

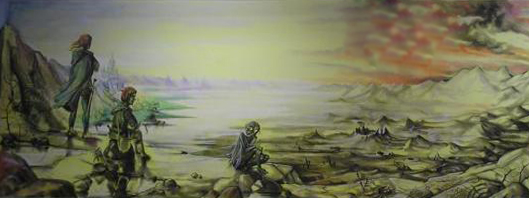
Frodo, Sam y Gollum miran el horizonte en las Emyn Muil.

Aprovechando los conocimientos de la zona, Gollum guio a los hobbits por las Ciénagas de los Muertos, con destreza; a Sam le preocuparon los fuegos fatuos que se desprendían de los fétidos pantanos y al apurarse para salir del lugar tropezó cayendo de bruces sobre un pozo y allí vio espantado las Caras Muertas; se traba de los caídos en la batalla de Sauron contra la Última Alianza entre Elfos y Hombres. Tras el encuentro con el Nazgûl, Sam empezó a notar cambios en Frodo, lo veía más fatigado, caminaba encorvado como si el anillo le pesara enormemente; y esto lo preocupó. Caminaba detrás de Frodo, vigilándolo y observando sus cambios. 
La vigilancia constante de Sam sobre Gollum-Sméagol, lo llevó a presenciar, cuando Frodo dormía, una conversación entre sus dos personalidades, las que se debatían sobre el destino del Anillo, dándose cuenta de que lo que Gollum sentía era el nefasto llamado del Único; cuando esa discusión llegó a su fin, Sam sospechó que las dos mitades, Sméagol y Gollum habían pactado una tregua, ninguno de los dos quería que el Anillo quedara en manos del enemigo; por eso, cuando se discutió la conveniencia de intentar la entrada a Mordor por el Morannon, Gollum pareció temeroso de esa salida, proponiendo un camino alternativo. Ni a Sam ni a Frodo, les convenció esta alternativa, pero era cierto que mientras existiera, era mejor que penetrar en Mordor por la principal entrada; por eso y ante la mismísima Puerta Negra dieron media vuelta y fueron hacia el Sur, a la escalera que subirían por el túnel de norte y caerían en la emboscada de Ella-Laraña.

#### De Ithilien a Cirith Ungol
Ithilien les dio nuevos ánimos a los Hobbits en especial a Sam Gamyi al que la frondosa vegetación de esa tierra, le llenaba de alegría el corazón, tanto que en las cercanías de un arroyo embalsado por una pequeña represa de piedra; se sintió con ganas de comer encargándole a Gollum, mientras Frodo dormía; conejos y patatas, y en un pozo prendió un fuego cocinando los conejos aunque sin las preciadas patatas. Gollum casi se enferma cuando vio que el hobbit echaba en la marmita con agua a los recién despellejados conejos; despertó a Frodo y ambos comieron un delicioso guiso.
Pero quiso la suerte que Sam no apagara bien el fuego y una tenue columna de humo llamó la atención de los Dúnedain de Gondor que vigilaban esas tierras; así conoció a Faramir, el hermano de Boromir y quiso también la suerte que Sam conociera lo que para su pueblo solo era una leyenda, un verdadero y real Olifante (-nadie en la Tierra Media me lo creerá jamás- dijo), cuando las tropas de Gondor atacaron una compañía de Haradrim que se dirigía a Mordor. En cuanto a la relación con Faramir, Sam mostró otra faceta de su personalidad: se le plantó firmemente en dos ocasiones, defendiendo con argumentos pero con vehemencia a Frodo, cuando el Capitán lo interrogaba por su misión. 
Ya en «la ventana del sol poniente» otra vez se iba a plantar frente a Faramir pero esta vez su vehemencia lo llevó a revelar la existencia del anillo; por suerte para los Hobbits, el hermano de Boromir estaba hecho de otra madera.
En el camino de Cirith Ungol, Sam tuvo que sostener a su amo en numerosas oportunidades, siempre alentándolo, siempre tendiéndole una mano, siempre compartiendo hasta de su propia ración de comida; para ayudar a Frodo en el camino, puesto que a medida que se acercaban las tierras dominadas por Sauron. Y allí estaba Sam, incorruptible, seguro de sí mismo, con una fuerza de voluntad sobrehumana, como un guía, como una mano tendida y dispuesta. También Gollum aportó en empujar a Frodo a seguir, aunque con intenciones aviesas, pero Samsagaz también tenía un ojo vigilante sobre la criatura, porque en el fondo de su corazón no creía que el repulsivo ser podría haberse regenerado. 
El ascenso por los senderos hacia el paso de Cirith Ungol se hizo sumamente dificultoso ya desde la Encrucijada del Rey Caído, el oscurecimiento provocado por Sauron con los humos y escorias del Orodruin, había causado depresión en los viajeros. Sam, siempre atento a los movimientos de su amo consiguió frenarlo cuando este se precipitó hacia el Puente Blanco sobre el Morgulduin, que marcaba la entrada a los dominios de Minas Morgul; y luego en el sendero que subía hacia el paso, en el momento en que las tropas del Rey Brujo partían a Minas Tirith; Sam lo alentó una vez más a seguir en cuanto vio que no quedaban huestes enemigas que los amenazaran.
Fue en la boca del túnel que conducía al Antro de Ella-laraña en donde Frodo y Sam sostuvieron el diálogo más sorprendente y rico de toda la Odisea del Anillo, la profundidad del pensamiento de “El Jardinero” queda clara cuando se asume como protagonista de una historia cuyo final no está dicho, pero de la que solo los protagonistas son responsables de terminarla. Es decir la conciencia de terminar, de cumplir una misión, a sabiendas de que “(...)no siempre terminan bien; al menos no de ese modo que la gente de la historia, y no la gente de fuera, llama terminar bien..." Esta conciencia es la que lleva a Sam a sacrificarse no por un “final feliz”, sino por el objetivo de destruir al mal. Esta cuestión da por tierra con el concepto que se tiene del hobbit, es decir un sujeto simple que solo le interesa lo simple, y que no se cuestiona ni le preocupa nada más que los problemas pequeños que atentan contra su “simple” vida y la de su entorno; aunque el mismo, a veces, lo creía así...

### Mordor
La traición de Gollum puso en peligro la misión pero no la voluntad de llevarla a cabo, y el más afectado fue Sam, porque si bien siempre le tuvo desconfianza y aprensión, debió redoblar sus esfuerzos para proteger a Frodo y asumir la conducción del resto de la expedición. Porque el Portador del Anillo estaba cada vez más consumido por la presión del Anillo y del horror de la tierra de Mordor; no porque Gollum hubiese tenido ese papel, sino porque ahora Sam debía ocuparse, también del camino que se tomaría. Esto lo demostró en muchas ocasiones.

#### El antro de Ella-Laraña
El primer enfrentamiento serio lo tuvieron cuando fueron perseguidos por la terrible araña que moraba en Cirith Ungol; y si bien la primera vez no lucharon cuerpo a cuerpo, Sam tuvo la lucidez de recordar el regalo de Galadriel gritándole a Frodo que los usara, esto, más Dardo que brillaba intensamente; sirvieron para alejar a la terrible bestia dándole tiempo suficiente a ambos para llegar a la boca opuesta del túnel. Los intentos de Sam Gamyi de romper la telaraña que taponaba la boca, con su espada tumularia, fueron infructuosos, debiendo Frodo usar la espada élfica para hacerlo, mientras Sam sostenía el Frasco de la Dama en alto y se acordaba muy mal de Gollum. 
Despejada la salida ambos se lanzaron corriendo hacia el exterior; Frodo se adelantó en su carrera a Sam, la araña salió por un agujero ubicado un poco más adelante, entre ambos hobbit y atacó al Portador del Anillo. Cuando Sam intentó advertirlo del ataque, fue tomado por la espalda por Gollum quien intentó matarlo, aferrándole el cuello con sus manos. El hobbit en su furia y desesperación alcanzó a librarse del abrazo mortal, y se produjo una reñida lucha cuerpo a cuerpo; en la que Sam puso en fuga a Gollum, luego de dos certeros bastonazos. Intentó seguirlo, preso de una furia irracional y con el deseo de matarlo, pero pronto recordó a Frodo atacado y dio media vuelta y se precipitó hacia el sendero. Hasta ese momento el plan de Gollum había tenido éxito.
Al llegar vio a Frodo tirado y la araña a punto de llevárselo; Sam se lanzó contra la bestia con un grito, recogiendo a Dardo del suelo. Clavó primero la hoja élfica en una garra y saltó adentro, al arco formado por las patas, y lanzó una estocada a los ojos de Ella-Laraña y luego, aprovechando el peso del cuerpo de la Araña que caía sobre él, le asestó dos estocadas terribles en el cuerpo. Luego de que Ella-Laraña se levantara para librarse de la espada clavada en su vientre, Sam levantó el Frasco de la Dama e invocó a Elbereth; El Monstruo cayó hacia atrás y luego “(...)se escurrió dejando un reguero de limo amarillo verdoso, y desapareció en el momento en que Sam, antes de desplomarse, le asestaba un último golpe a las patas traseras...”
Grande fue la desolación de Sam cuando vio a su amo tendido, como muerto, buscó signos vitales y no los encontró; la desesperación, la duda, el llanto cundieron de pronto, como a torrentes; y descubrió que “el mundo no había sido destruido”. Decidió continuar con la misión, como un deber hacia los pueblos libres de la Tierra Media, pero también como último miembro de La Compañía. La duda no lo dejó ni un momento, le dolía dejar a Frodo, pero sabía que la misión no podía fallar, no podía dejar que el Anillo cayera en manos de Sauron. Tomó el Único y se lo colgó al cuello y luego recogió a Dardo y el “Frasco de la Dama” y se despidió de Frodo.

#### En la torre
Unos metros más adelante y al ver que una tropa de Orcos se acercaba al lugar en donde se encontraba y habían tomado el cuerpo de su amo para llevarlo a la torre de Cirith Ungol; su última duda cayó y se volvió a rescatar el cuerpo de su Amo. Siguió la hueste por el túnel en el que él y Frodo habían sufrido el primer ataque de la araña, e invisible escuchó una conversación entre dos jefes orcos, que lo llenó de alegría y felicidad, descubrió que Frodo estaba vivo, solo que dormido por el veneno de la araña, quien le gustaba mantener viva a sus víctimas mientras las devoraba.
Con mucho miedo y pavor pero con la resolución de su fidelidad y amistad; Sam empezó la última parte del viaje, intentando rescatar a Frodo de su prisión en la Torre de Cirith Ungol. Siguió a los orcos hasta que por un pasadizo que conectaba el antro de Ella-Laraña con la torre, pero los perdió. Debió buscar otra entrada y al no conseguirla se decidió por entrar, con el Anillo puesto, por la entrada lateral de la torre. Al llegar una fuerza desconocida le impidió avanzar y cuando fijó la vista se dio cuenta de que tres horribles cabezas talladas en la piedra, conocidas como los Centinelas, con un poder maligno e invisible le impedían entrar. Inmediatamente pensó en el Anillo, pero con la típica lucidez, el indomable sentido común de los Hobbit y el amor por Frodo; que lo caracteriza, decidió no usarlo más, puesto que se había dado cuenta de cómo, pese al poco tiempo que lo llevaba encima; el Único empezaba a corromperlo.
Encaró la puerta con decisión y sabiendo que dentro se desarrollaba una batalla entre los orcos. Para vencer a los Centinelas levantó el Frasco de Galadriel y la luz de Eärendil venció la resistencia de estos, penetrando en la fortaleza. Lo que vio allí lo dejó pasmado, en el patio principal había decenas de orcos muertos y no se veía nadie con vida; fue hasta la Torre y comenzó a ascender en busca del lugar en donde tenían prisionero a Frodo. Lo encontró en la almena más alta de la torre y presenció la lucha entre los dos últimos orcos que quedaban con vida, que a la postre uno de ellos resultó muerto y el otro huyó hacia fuera rumbo a Barad-dûr; llevando las pertenencias del Portador, tal como se le había ordenado (Entre ellas la Cota que le regaló Bilbo y que había sido motivo de disputa entre los orcos). 
Grande fue la alegría de ambos, brevemente Sam le explicó lo que había pasado y ambos huyeron del lugar antes de que Sauron enviara un Nazgûl a capturarlos; saliendo en el momento justo en que este llegaba volando en su cabalgadura infernal.

#### Hacia el Monte del Destino
Con Sam y Frodo vestidos con ropajes orcos, descendieron al valle del Morgai buscando un camino que los llevara al Orodruin. No les fue fácil, debieron ir primero hacia el norte, por el camino del valle, pero para evitar encontrarse con huestes del Señor oscuro, no fueron por el sendero sino por el costado de este, lo que dificultó el viaje. La capa élfica de Sam, los salvó, en una ocasión, de caer prisioneros a manos de los orcos cuando dos de ellos buscaban a los fugitivos de Cirith Ungol; los clásicos desacuerdos entre estas bestias hicieron el resto, motivando un jocoso comentario del “Jardinero”: "(...)Bueno, esto es lo que yo llamo las cosas claras dijo. Si esta simpática cordialidad se extendiera por Mordor, la mitad de nuestros problemas estarían ya resueltos..." Estuvieron a punto de caer prisioneros cuando al final del camino del valle y en una hondonada que, en uno de sus laterales, terminaba en un profundo precipicio; se toparon con una compañía orca. Esta vez los confundieron con orcos que descansaban a orillas del camino y a latigazos los obligaron a integrar la columna. La llegada a un extenso campamento de tropas acantonado en las cercanías de La Puerta Negra en el valle de Udûn, sirvió para brindarles la oportunidad de escapar, pues fue de tal magnitud el desorden provocado por la compañía recién llegada, que Sam con gran esfuerzo y agotamiento saco al casi desfalleciente Frodo a un costado del camino, y aprovechando las sombras escaparon hacia el sudeste.
Sam debió redoblar sus esfuerzos para ayudar a Frodo a mantenerse en pie por el resto del camino; el peso del Anillo y del duro viaje habían dejado al Portador terriblemente agotado y hambriento. Sin mucha agua y con escasísimas provisiones, Sam daba gran parte de su ración a Frodo y sacaba cálculos mentales del tiempo que durarían las raciones necesarias para llegar a destino, mostrando a cada paso y con cada acción, el temple del hobbit. La situación desesperada renovó la esperanza de Sam, como desafiando al destino.

#### El fin del Anillo Único
El tramo final se abría a sus ojos, debían cruzar la planicie de Gorgoroth hasta las estribaciones del Monte del Destino, con el resto de las fuerzas que les quedaban emprendieron el camino. Sam fue el conductor firme de ese trayecto, de no haber sido por su permanente aliento y ayuda, Frodo se hubiera dejado morir en el intento. Gollum los había seguido en cuanto abandonaron la torre de Cirith Ungol y Sam lo había visto en una ocasión y estaba deseoso de echarle una mano encima, pero no volvieron a aparecer indicios de su presencia hasta el pie del Orodruin. El agotamiento había ganado sus corazones, aún faltando tan poco para llegar a destino; Sam creyó desfallecer pero su temple, su amor por Frodo y su conciencia de “hacer algo antes del fin” hizo que, sacando fuerzas de las flaquezas, levantara a su amo y lo llevara, sobre los hombros, por un largo trecho; por el sendero que conducía a la cima. En un recodo del camino fue atacado por Gollum, quien también sufría las consecuencias de tan penoso viaje, estaba flaquísimo, macilento; por ello Sam pudo derribarlo fácilmente; entonces atacó a Frodo pero este, con una fuerza sobrehumana, provocada por el deseo de conservar el Anillo que pretendían arrebatarle; también lo derribó. 
Con Gollum dominado, Frodo partió hacia los “Recintos de Fuego” y Sam, loco de furia, se lanzó a atacar y matar a Gollum, pero la piedad nacida de la súplica de este, conmovió el corazón del Hobbit, quien lo dejó ir; para después correr hacia arriba en busca de su amo. 
Con sorpresa y dolor vio como Frodo reclamaba el Anillo en lugar de echarlo a la Grieta del Destino; pero sintió que algo de atrás lo derribaba, era Gollum que había dado la vuelta en pos de los Hobbit; y Sam vio como la criatura, atacaba la forma invisible que era Frodo y vio también como Gollum le arrancaba un dedo al Portador y como este caía a la grieta llevando a su final al Anillo Único.
Sam corriendo llegó a hasta Frodo lo levantó en sus brazos y corrió hacia la puerta. Ya afuera Frodo le habló: y Sam descubrió con alegría, que había vuelto a ser el mismo de antes, sin el peso abrumador del anillo, sin la locura y la ansiedad que este le provocaba y llorando tomó a su amo y lo condujo por el sendero hacia el pie de la montaña y se subieron a un montón de escoria a esperar el fin.

### Fin de la historia
Cuando Gwaihir los encontró yacían desvanecidos, semiasfixiados por las cenizas. Despertó, luego de 14 días, en Ithilien y creyó haber vivido un sueño hasta que vio a Frodo, a su lado, y observó que le faltaba un dedo.

#### De vuelta a casa
Desde ese entonces todo fue alegría y fiesta para Sam, considerado un héroe, admirado, alabado, sentía que la historia que había vivido era el fin de una Gran Historia. Estuvo varios meses en Minas Tirith y luego partió con una gran comitiva de regreso a La Comarca. Participó en el funeral de Théoden, en la visita a Bárbol, en el encuentro con Saruman, en la despedida de Galadriel y Celeborn, al ver marcharse a la Dama Sam sintió unos enormes deseos de volver a Lothlórien. Al llegar a Rivendel participó del feliz reencuentro con Bilbo, pero luego de 15 días de descansar, el hobbit sintió en su corazón la necesidad de regresar a su casa.

#### El saneamiento de la Comarca
Al partir de Rivendel con Gandalf, Sam se llevó de regalo de Bilbo, un saquito de oro, uno de los últimos vestigios del Botín de Smaug, además le solicitó que ayudara a Frodo a concluir el Libro Rojo de la Frontera del Oeste, entregándole los manuscritos.
En Bree se enteraron de lo que pasaba en su tierra natal y decidieron partir de inmediato, luego de alegrarse de la reaparición del poni Bill. Se despidiéron de Gandalf quien marchó a visitar a Tom Bombadil y siguieron solos, los cuatro Hobbit.
El primer cambio que encontraron al llegar a la Comarca, fue que la puerta de la empalizada sobre el puente del río Brandivino se hallaba cerrada y con un cartel que impedía entrar a nadie después de la caída del Sol. Este fue el primer duro encuentro con la realidad de su país provocada por la acción, primero de Lotho Sacovilla Bolsón y luego de Saruman, al que llamaban Zarquino. Entre otras cosas “hombres grandes” se apoderaban del excedente de la producción de los hobbits para hacer negocios y quedarse con ganancias; mantenían controlados a los habitantes de La Comarca con toda clase de prohibiciones y habían aumentado el número de “Oficiales de La Comarca” para introducir más control; amen de haber encarcelado a los opositores. Pero lo que más le dolió a Sam fue que destruyeran tantos árboles y tiraran todo tipo de desperdicios que ensuciaban los bellos lugares. La tala había sido indiscriminada y todos los jardines estaban arruinados, encima su padre, “El Tío” Gamyi. había sido echado de Bolsón de Tirada.
En la acción de “Limpieza” de La Comarca el pueblo hobbit pudo comprobar la fortaleza y la madurez de Samsagaz Gamyi, pues no era el mismo hobbit que habían conocido siempre. Encolerizado por el daño hecho en su país no dudo en enfrentar a todo aquel que era responsable de ese perjuicio, hasta retaba duramente a sus paisanos que no entendían que ellos llegaban para sanear todo lo hecho por los esbirros de Saruman. Fue él el que convocó a Tom Coto para que este vecino ayudara en el “trabajo”, pero no pudo dejar de, en algunas ocasiones, llorar cuando veía tales destrozos. 
Fueron “arrestados” por los oficiales de la comarca con el cargo de algunas absurdas acusaciones a las que Sam le agregó: "(...)Por Insultar al Jefe, por Tener Ganas de Estamparle un Puñetazo en la Facha Granujienta, y por Pensar que los Oficiales de la Comarca parecen una tropilla de Fantoches..." Desde luego esta acción les causó mucha gracia pues siguieron avanzando, montados en poni y los oficiales los siguieron a pie y corriendo, mientras los cuatro hobbit charlaban animadamente. 
Les llevó dos días echar a todos los Hombres de Saruman y en esos días se produjo un enfrentamiento violento, la Batalla de Delagua, en la que Sam participó, luchando valientemente. El último episodio de esta “limpieza” fue la muerte de Saruman a manos de su propio acólito, Grima "Lengua de Serpiente" y la posterior muerte de este. 
Pero quedaba lo peor, restaurar gran parte de los daños causados por los Hombres, y Sam, que era ante todo jardinero, tomó muy en serio la “Misión” de recuperar la belleza de La Comarca y puso manos a la obra. Como adquisición especialmente valiosa, trajo del viaje la cajita que le había regalado la Dama Élfica Galadriel; en ella había Tierra del jardín de Lothlórien que Sam repartió en todos los lugares devastados, recorriendo el País a lo largo y a lo ancho y en el Campo de la Fiesta de Bolsón Cerrado plantó la semilla que había en la cajita y muy pronto nació un maravilloso Mallorn que fue el comentario de toda la Comarca, y venían gentes de otras partes a verlo.

#### Sus últimos años

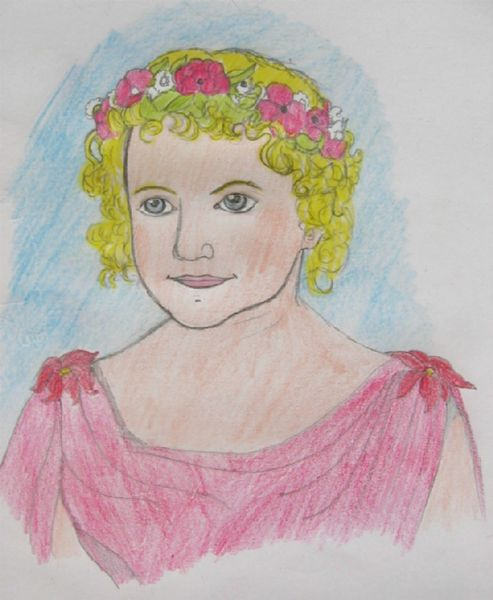
Ricitos de Oro (Goldilocks en el original), la tercera hija de Sam Gamyi y Rosita Coto.

Se casó con Rosa Coto, que le dio trece hijos; la primera hija la llamó Elanor en recuerdo de las bellas flores amarillas del Bosque de Lórien, en tanto al segundo de ellos lo llamó Frodo. Por sus constantes viajes por su tierra reparando jardines, no supo que Frodo había estado enfermo en varias ocasiones. Posteriormente, se trasladaría a vivir a Bolsón Cerrado, inmediatamente después de su matrimonio, invitado por Frodo.
Un día del otoño de 1421 Frodo lo llamó a su escritorio y le pidió que lo acompañara a un viaje corto. Antes de partir, Frodo puso en orden algunos papeles y le dio a Sam el libro que anteriormente Bilbo había estado escribiendo. Al otro día partieron hacia el noroeste siguiendo el Camino Norte-Sur; al llegar al lugar en donde se habían encontrado por primera vez con los Jinetes Negros, se encontraron con una comitiva de Elfos encabezadas por Elrond y Galadriel. El hobbit, entendiendo que se trataba de la despedida de Frodo y de Bilbo, no pudo contener el llanto y le rogó a Frodo que le permitiera acompañarlo, a lo que El portador se negó diciéndole que todavía no había llegado su hora. Juntos continuaron hasta los Puertos Grises, allí se encontraron con Gandalf montado en Sombragrís, y al momento de despedirse aparecieron Merry y Pippin, puesto que el mago había decidido que no era bueno para Sam estar solo en la partida. Luego de que el barco se alejó Sam se quedó toda la tarde y toda la noche mirando en la lontananza, y el sonido de las olas rompiendo contra el muelle le traspasaba el corazón. Pasado el tiempo volvió con Merry y Pippin hacia su hogar.
En el año 1427 C.C., fue elegido Alcalde y mantuvo el cargo -lo reeligieron seis veces- hasta 1476 [cita requerida]. En 1434, el rey Elessar lo nombró consejero del Reino del Norte junto a sus amigos Merry y Pippin. En 1478 marchó con su esposa a vivir a Minas Tirith hasta la muerte de Rosita. Sin tener otra razón para vivir en la Tierra Media, siguió el Camino de los otros Portadores del Anillo; navegó a las Tierras Imperecederas en un barco Élfico, después de haber entregado el manuscrito del Libro Rojo, concluido por él, a su hija Elanor en Torres de Abajo.
| Predecesor: Will Pieblanco | Alcalde de Cavada Grande 6 C. E. – 55 C. E. (1427-1476 C.C.) | Sucesor: Desconocido |

## Adaptaciones
En la trilogía cinematográfica de El Señor de los Anillos dirigida por Peter Jackson el papel de Samsagaz Gamyi fue protagonizado por Sean Astin.